# Port lotniczy Barrow
Port lotniczy Barrow (IATA: BRW, ICAO: PABR) – port lotniczy położony w Utqiaġvik, w stanie Alaska, w Stanach Zjednoczonych.